# ادمونتون اویلرز
ادمونتون اویلرز (در انگلیسی: Edmonton Oilers) نام یک تیم حرفه‌ای هاکی روی یخ از شهر ادمونتون در استان آلبرتا کشور کانادا است. ورزشگاه رسمی این تیم راجرز پلیس نام دارد و اعضاء آن در لیگ ملی هاکی (NHL)، یعنی لیگ بزرگ و سراسری هاکی روی یخ آمریکای شمالی شرکت می‌کنند.
تیم ادمونتون اویلرز تاکنون موفق به کسب پنج جام استنلی شده است.